# Claudio Mattone
Claudio Mattone (Santa Maria a Vico, 28 de febrero de 1943) es un compositor, letrista y productor musical italiano.
Nacido en Santa Maria a Vico, Caserta, Mattone se inició joven en la música como pianista de jazz.Tras dejar la universidad, se trasladó a Roma, donde debutó en 1968 como cantautor con el tema "E'sera", estrenado sin éxito en Cantagiro '68. Entre finales de los años 1960 y principios de los años 1980 se enfocó en la composición, formando equipo con éxito con el letrista Franco Migliacci y firmó varios éxitos, que contribuyeron a lanzar las carreras de Nada y Eduardo De Crescenzo,trabajando también como productor musical y letrista de sus canciones. En los años 1990, Mattone inició las carreras de Neri per caso y Syria, que ganaron las ediciones de 1994 y 1995 respecitvamente del Festival de Música de San Remo en la categoría "giovani". 
En 1990, Mattone ganó el Premio David de Donatello y el Nastro d'Argento por la banda sonora de la película Scugnizzi de 1989. Entre sus trabajos anteriores se puede nombrar Cugini carnali (1974), Così parlò Bellavista (1984), Il mistero di Bellavista (1985) y Fatto su misura (1985). Desde la década de 2000 está principalmente dedicado al teatro, como autor y productor de musicales.